# Luj XII., kralj Francuske
Luj XII. (Dvorac Blois, 27. lipnja 1462. – Pariz, 1. siječnja 1515.), francuski kralj od 1498. – 1515. godine iz mlađeg ogranka dinastije Valois, poznatog kao Valois-Orléans.
Sin Karla, vojvode orleanskog, došao je na prijestolje naslijedivši 1498. svog bratića Karla VIII. 
Upleo se u neplodne talijanske ratove (1499. – 1504., 1508. – 1513.), ali je na kraju, 1513., ustuknuo pred Svetom ligom – savezom Engleske, Španjolske, pape i Svetog Rimskog Carstva.
Naslijedio ga je Franjo I.

## Poveznice
- Popis francuskih vladara
- Talijanski rat 1499. – 1504.
- Rat Cambraiske lige

| Prethodnik:                 | Kralj Francuske | Nasljednik:               |
| Karlo VIII. (1483. – 1498.) | Kralj Francuske | Franjo I. (1515. – 1547.) |